# Mélissa Citrini-Beaulieu
Mélissa Citrini-Beaulieu (Saint-Constant, 12 de junho de 1995) é uma saltadora canadense, medalhista olímpica.

## Carreira
Citrini-Beaulieu conquistou a medalha de prata nos Jogos Olímpicos de Verão de 2020 em Tóquio na prova de trampolim 3 m sincronizado feminino, ao lado de Jennifer Abel, após somarem 300.78 pontos.